# Palirika whyalla
Palirika whyalla är en tvåvingeart som beskrevs av Christine Lynette Lambkin och Yeates 2003. Palirika whyalla ingår i släktet Palirika och familjen svävflugor. Inga underarter finns listade i Catalogue of Life.